# Jessica Allen
Jessica Allen (* 17. April 1993 in Perth) ist eine australische Radsportlerin.

## Sportliche Laufbahn
Als Kind betrieb Jessie Allen Triathlon. Als sie neun Jahre alt war, brachte ihr Vater sie zum Bahnradsport. Anfangs hatte sie Angst vor dem Tempo und den Schrägen; nach einem Jahr wechselte sie zum Straßenradsport. Mit 13 Jahren bestritt sie ihre erste Meisterschaft auf Bundesstaatsebene und mit 15 auf nationaler Ebene, auf Bahn und Straße. Als U19-Fahrerin beschloss sie, sich künftig auf die Straße zu konzentrieren.
2011 wurde Allen in Kopenhagen Junioren-Weltmeisterin im Einzelzeitfahren und errang den Zeitfahr-Titel auch bei den Ozeanienmeisterschaften. 2012 erhielt sie die Amy Gillett Scholarship, was ihr die Möglichkeit eröffnete, Rennen in Europa zu bestreiten. 2013 fuhr sie für das französische Team Vienne-Futuroscope und verbrachte acht Monate in Europa, in denen es ihr jedoch nicht gut ging und die Motivation für den Radsport schwand.
2014 wurde Jessic Allen Ozeanienmeisterin im Straßenrennen. In diesem wie im folgenden Jahr bestritt sie Rennen in Nordamerika und Australien und fand die Freude am Radsport wieder. Ab Juli 2016 fuhr sie für Orica-AIS. Im Jahr darauf wurde sie australische Meisterin im Kriterium. Bei den UCI-Straßen-Weltmeisterschaften 2018 belegte sie mit dem Team Mitchelton Scott (zuvor Orica-AIS) den fünften Platz im Mannschaftszeitfahren.

## Erfolge
2011
- Junioren-Weltmeisterin – Einzelzeitfahren
- Junioren-Ozeanienmeisterin – Einzelzeitfahren

2014
- Ozeanienmeisterin – Einzelzeitfahren

2017
- Australische Meisterin – Kriterium